# Dasypogonaceae
Dasypogonaceae Dumort. è una famiglia di piante monocotiledoni dell'ordine Arecales, endemica dell'Australia.

## Descrizione
La famiglia comprende specie arboree o arbustive sempreverdi, con fusti talora ricoperti basalmente da radici aeree; le foglie hanno una disposizione a spirale.

## Distribuzione e habitat
L'areale della famiglia è ristretto all'Australia sud-occidentale (Australia Meridionale e Victoria).

## Tassonomia
La famiglia comprende i seguenti generi:
- Baxteria R.Br. ex Hook.
- Calectasia R.Br.
- Dasypogon R.Br.
- Kingia R.Br.

Questi generi erano in passato inclusi tra le Xanthorrhoeaceae.
La famiglia Dasypogonaceae, introdotta dall'Angiosperm Phylogeny Group nel 1998, è accettata dalle successive versioni (APG II 2003, APG III 2009) che la collocano nel clade commelinidi, senza assegnarla ad alcun ordine o ponendola in un ordine a sé stante (Dasypogonales).
La classificazione APG IV, basandosi su evidenze filogenetiche molecolari che identificano le Dasypogonaceae come sister group delle Arecaceae, le colloca assieme a queste ultime nell'ordine Arecales.